# Más allá de la muerte (telenovela)
Más allá de la muerte fue una telenovela producida en 1969 por Ernesto Alonso, esta producción se conoció como la primera telenovela en color producida en México. Su cadena fue Televicentro (hoy Televisa) y estuvo protagonizada por Julissa y Carlos Bracho, contando con la participación antagónica de Ernesto Alonso como el villano principal de la historia.

## Sinopsis
En Puebla a mediados del siglo XIX, vive Estela Ballesteros una muchacha bastante adelantada a su época. Debido a que ella sufre de una lesión cardiaca, la familia de Estela le permite ciertas libertades, tales como estudiar arte con el pintor Octavio Durán y sostener un romance con el reprobable Ángel Montalván.
Finalmente, Estela se da cuenta de que no puede cambiar la vida irresponsable de su novio y acepta casarse con Octavio. El día de la boda, Ángel irrumpe en la iglesia para detener la ceremonia. El escándalo le provoca a Estela un infarto fatal.
Octavio casi enloquece de dolor. Ángel huye a Holanda donde se une a una bailarina con quien tiene un hijo. Margarita, hermana de Estela, le deja su pequeña hija Estelita a Octavio antes de morir. Octavio la acoge y la cría como una copia idéntica a la mujer que tanto amó. Cuando la pequeña crece es el vivo reflejo de su tía y Octavio inevitablemente se enamora de ella, y no deja que ningún otro hombre se le acerque. Pero la llegada desde Francia del hijo de Ángel, quien es físicamente idéntico a su padre, complica sus planes pues también se enamora de ella.

## Elenco
- Julissa - Estela Ballesteros
- Carlos Bracho - Ángel Montalván
- Ernesto Alonso - Octavio Durán
- Emily Cranz - Malena
- Aarón Hernán
- Hortensia Santoveña
- Carlos Ancira - Gabriel Montalván
- Miguel Manzano - Ramón Ballesteros
- Norma Herrera - Hildegard